# Пенчо Семов
Пенчо Иванов Семов е известен габровски индустриалец от началото до средата на XX век, известен с благотворителната си дейност по подпомагането на много обществени начинания. Наричан е „българският Рокфелер“ и „най-социалният индустриалец на Балканите“.

## Биография
Съществуват различни версии за точната година на раждане на Семов – 1872, 1875, а според изследователката на живота му Красимира Чолакова (уредник на Историческия музей в Габрово) открити от нея официални документи, сред които и личната му карта, посочват за рождена 1873 година.
Семов е главен акционер в 28 акционерни дружества в България, сред които 3 банки и 2 застрахователни компании. Умирайки на 10 юли 1945 година, Семов оставя основни капитали на стойност 1 082 582 000 лева (ок. 9 млн. ам. долара).
През 1919 година предприемачът дарява 300 хиляди златни лева за лобиране в полза на България договарянето на Ньойския договор.
В средата на 30-те години на ХХ век  фондацията на индустриалеца, наречена на негово име, дарява 300 хиляди долара за сградите на Аграрния факултет на Софийския университет (чийто наследник е Аграрният университет в Пловдив) и за Института по заразни и паразитни болести в България. С лични средства Семов основава и фонд за борба с туберкулозата. Днес на негово име е наименувана специализираната болница за белодробни заболявания в Габрово.
През 1936 г. Семов дарява на Съюза на журналистите в България своята вила (за приют за възрастни, старопиталище) и част от чифлика си във Варна. Тези имоти са оценени на 450 хиляди златни лева. През същата година той и предприемачът Иван хаджи Беров изграждат в Габрово първите в България тенискортове и зимни пързалки.
Във връзка с основаването на фондацията и широката му благотворителна дейност, в централни български вестници като „Днес“ и „Народна дума“, Пенчо Семов е сравняван с Рокфелер. В габровски вестник от същата година Семов е описан като щедър човек, който раздава различни суми пари, без да води отчет. Според изследователите на живота на Семов, личните му дарения възлизат на около 50 милиона лева, а направените чрез фондацията са за над 200 милиона лева. В документ на Министерския съвет, подписан от Карло Луканов през 1950 година, е вписана сумата от даренията на фондацията на обща стойност 204 162 524 лева в пари, акции и ценни книжа. В първото си завещание от 1928 година Семов завещава средства за построяването на сграда на Съюза на индустриалците в Габрово. С негови пари е закупена сградата на женското благотворително дружество „Майчина грижа“ и е построено Стопанското училище в Габрово. В София Семов строи и дълго време материално поддържа първия в България приют за бездомни. Безплатни трапезарии за ученици поддържа в Габрово, Варна и Казанлък. Индустриалецът спонсорира обучението на много ученици и деца на работниците в неговите фабрики, като сумата възлиза на над 3 милиона лева. Дарява средства за католическия колеж „Свети Августин“ в Пловдив, Априловската гимназия в Габрово, за училища във Варна и други градове.
През 1938 година околийският управител на Габрово предлага на Борис III връчването на високо държавно отличие на Семов.
Семов умира на 10 юли 1945 година, като оставя основни капитали на стойност 1 082 582 000 лева – около 9 милиона тогавашни долара. Посмъртната му воля, не е изпълнена. Фондацията, която е учредена в тази връзка, не успява да изпълни волята на дарителя, заради „народната власт“, която през 1947 г. конфискува предприятията, имотите и средствата, събирани през целия му живот.

## Наследство
- Във връзка със 135-годишнината от рождението на Семов през 2008 година, община Габрово стартира серия от инициативи за почитане на паметта му. В Държавна агенция „Архиви“ в София (през април) и в Габрово (през октомври) е организирана изложба под надслов „Пенчо Семов – българският Рокфелер“, представяща повече от 130 снимки и документи на индустриалеца. Документите са предоставени от Държавна агенция „Архиви“ в София, Регионалния исторически музей в Габрово, Държавния архив в Габрово, Държавния архив във Варна. Изложбата съдържа и портрет на предприемача, нарисуван от художника Добри Добрев.
- Документална книга за живота на Семов написва Красимира Чолакова (главен уредник, Регионален исторически музей, Габрово). Книгата е озаглавена „Пенчо Семов – Успехът“ и вече претърпява 2 издания, които са напълно изчерпани. Предстои 3-то, разширено издание с приложение на оригинални извори за Пенчо Семов.
- Планира се учредяване на стипендия на името на предприемача, както и изграждане на паметник в негова чест. Обсъжда се идеята за обявяването му за почетен гражданин на Габрово.[6]
- Във връзка с 45-годишнината на габровската Професионална гимназия по туризъм, която се навършва през 2008 година, е взето решение Пенчо Семов да бъде обявен за патрон на училището.[7]